# 约翰·F·肯尼迪遇刺案阴谋论
1963年11月22日约翰·F·肯尼迪遇刺案后，诞生了许多阴谋论的说法，至今仍被热议。其对象包括中央情报局、联邦调查局、苏联国家安全委员会、美国黑手党、时任美国副总统林登·约翰逊、古巴共和国领导人菲德尔·卡斯特罗、希臘船王亚里士多德·奥纳西斯、罗斯柴尔德家族、越南共和国前總統吳廷琰的支持者、极端右派人士、美联储、軍事工業複合體以及大财阀。

## 背景
1963年11月22日，美国总统约翰·肯尼迪在得克萨斯州达拉斯市遭到暗杀，李·哈维·奥斯華迅速被捕，并在第二天得到了刺杀总统的指控。11月24日，奥斯華在从警察局运往监狱的途中被酒馆老板杰克·鲁比刺杀。
由继任总统林登·詹森发起的沃伦委员会的888页报告得出了“没有可以令人信服的理由证明奥斯華在一个阴谋团体之中，这只是个人行动”的结论。这引起了多方的质疑与不满。
国会暗杀案专项委员会（HSAC）说：“沃伦委员会并没有充分的调查关于此案的阴谋论可能。”
从1963年开始各项民调显示美国人更倾向于相信这是一场阴谋。比如说，2003年的ABC民调显示：“70%的美国人相信这次暗杀行动是经过秘密策划的——大部分人还相信现场有第二个凶手，而且就处在迪利广场。”
JIM MARR所作的文章称“肯尼迪被刺杀后短短三年中，18名关键证人相继死亡。其中6人被枪杀，3人死于车祸，2人自杀，1人被割喉，1人被拧断了脖子，5人‘自然’死亡，这种巧合的概率为10万万亿分之一。从1963年到1993年，115名相关证人在各种离奇的事件中‘自杀’或被杀。”然而经查证所有死亡者中，有的与暗杀或总统的关系相当远，如它包括了新奥尔良市长、空军一号的勤务员和肯尼迪的情妇（全都对暗杀经过毫不知情），而当众议院调查委员会去信给伦敦周日时报询问如何得出10万万亿的机率时，编辑部回答说是搞错了，他们错以为计算的是参加了沃伦调查委员会的人员在三年内死亡18人的可能性。

## 其他论述
霍华德亨特，水门事件的知名人物，2007年死前口述的自传中说林登约翰逊和CIA与暗杀有关。有人找到了一张照片认为是亨特身上穿着雨衣在暗杀案后出现在迪利广场。1976年《探照灯》杂志登了篇文章说亨特与暗杀有关并被亨特起诉而获胜。1999年前克格勃成员瓦西里·米特罗欣说亨特是苏联“抹黑美国”特务活动的一部分。

## 民意調查
2013年4月2日，根據一家專門分析政治動向的美國機構 — 公共政策民調基金會所做的調查顯示，有51%的美國民眾投票認為，刺殺肯尼迪的是一個巨大的秘密陰謀組織所策動執行的，只有25％的人相信李·哈維·奧斯華是獨自行動的。